# North Cliffe
North Cliffe är en by i civil parish South Cliffe, i distriktet East Riding of Yorkshire, i grevskapet East Riding of Yorkshire, i England. Byn är belägen 5 km från Market Weighton. North Cliffe var en civil parish 1866–1935 när blev den en del av South Cliffe. Civil parish hade 71 invånare år 1931. Byn nämndes i Domedagsboken (Domesday Book) år 1086, och kallades då Cliue.